# Комягино (деревня, Холм-Жирковский район)
Комягино — деревня в Холм-Жирковском районе Смоленской области России. Входит в состав Томского сельского поселения. Население — 11 жителей (2007 год). 
Расположена в северной части области в 19 км к юго-западу от Холм-Жирковского, в 39 км юго-восточнее автодороги Р136 Смоленск — Нелидово, на берегу реки Трощанка. В 7 км северо-восточнее деревни расположена железнодорожная станция Игоревская на линии Дурово — Владимирский Тупик.

## История
В годы Великой Отечественной войны деревня была оккупирована гитлеровскими войсками в октябре 1941 года, освобождена в марте 1943 года.